# Gruver (Texas)
Gruver è un comune (city) degli Stati Uniti d'America della contea di Hansford nello Stato del Texas. La popolazione era di 1 194 abitanti al censimento del 2010.

## Geografia fisica
Gruver è situata a 36°15′46″N 101°24′19″W (36.262731, -101.405143).
Secondo lo United States Census Bureau, la città ha una superficie totale di 2,85 km², dei quali 2,85 km² di territorio e 0 km² di acque interne (0% del totale).

## Società

### Evoluzione demografica
Secondo il censimento del 2010, la popolazione era di 1 194 abitanti.

### Etnie e minoranze straniere
Secondo il censimento del 2010, la composizione etnica della città era formata dall'82,66% di bianchi, lo 0,84% di afroamericani, lo 0,34% di nativi americani, lo 0% di asiatici, lo 0% di oceanici, il 14,99% di altre razze, e l'1,17% di due o più etnie. Ispanici o latinos di qualunque razza erano il 36,52% della popolazione.